# Haruo Satō
Haruo Satō (jap. 佐藤 春夫 Satō Haruo; ur. 9 kwietnia 1892 w Shingū, zm. 6 maja 1964) – japoński pisarz i poeta.

## Życiorys
Pochodził z prefektury Wakayama. Studiował na Uniwersytecie Keiō w Tokio, gdzie jego nauczycielem był Kafū Nagai. Debiutował w czasie studiów na łamach czasopism Subaru i Mita Bungaku. Początkowo tworzył poezje w stylu waka i bardziej współczesną, po 1913 roku zwrócił się głównie ku prozie. Opublikował powieści Den’en no yūutsu (Wiejskie melancholie, 1919), Tokai no yūutsu (Miejskie melancholie, 1922), Kono mittsu no mono (1926), Akiko mandara (1954; otrzymał za nią Nagrodę Literacką Yomiuri w 1954) oraz tomiki poetyckie: Junjō shishū (Zbiór wierszy naiwnych, 1921) i Shajinshū (1929). W 1948 roku został członkiem Japońskiej Akademii Sztuki.
W 1960 roku został odznaczony Orderem Kultury.